# 圣皮埃尔德苏西
圣皮埃尔德苏西（法語：Saint-Pierre-de-Soucy，法語發音：[sɛ̃ pjɛʁ də susi]）是法国萨瓦省的一个市镇，属于尚贝里区。

## 地理
圣皮埃尔德苏西（45°29'39"N, 6°6'22"E）面积9.09 平方千米，位于法国奥弗涅-罗讷-阿尔卑斯大区萨瓦省，该省份为法国东部省份，历史上为薩伏依的一部分，北起上萨瓦省，西接伊泽尔省和安省，南部和东部与上阿尔卑斯省和意大利接壤。
与圣皮埃尔德苏西接壤的市镇（或旧市镇、城区）包括：夸斯-圣让皮耶戈捷、拉克鲁瓦-德拉罗谢特、莱莫莱特、滨湖圣埃莱娜、拉特里尼泰、维拉鲁、瓦尔热隆拉罗谢特。

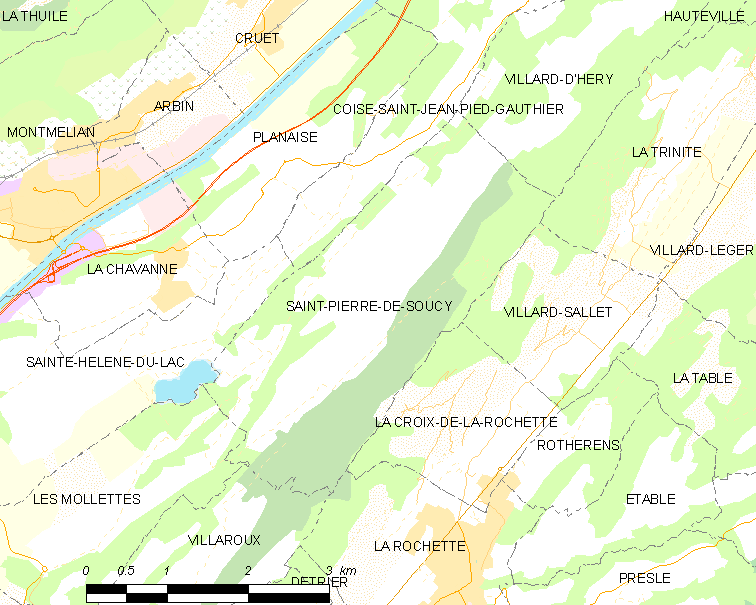
圣皮埃尔德苏西的OSM定位图

圣皮埃尔德苏西的时区为UTC+01:00、UTC+02:00（夏令时）。

## 行政
圣皮埃尔德苏西的邮政编码为73800，INSEE市镇编码为73276。

## 政治
圣皮埃尔德苏西所属的省级选区为蒙梅利扬县。

## 人口

1962-2008年间圣皮埃尔德苏西人口变化图示

圣皮埃尔德苏西于2022年1月1日时的人口数量为423人。